# Naomi Schiff
Naomi Schiff (ur. 18 maja 1994 roku) – południowoafrykańska zawodniczka startująca w wyścigach samochodowych.

## Kariera
Schiff rozpoczęła karierę w jednomiejscowych samochodach wyścigowych w wieku 16 lat w 2010 roku w Południowoafrykańskiej Formule Volkswagen. Z dorobkiem 7 punktów ukończyła sezon na 17 pozycji. W 2011 roku Południowoafrykanka wystartowała w czterech wyścigach Bridgestone Special Open Troph. Jeżdżąc w zespole CK Racing nie została jednak sklasyfikowana. Po roku przerwy w startach Schiff pojawiła się w zespole RC Formula podczas rundy na torze Ciudad del Motor de Aragón Europejskiego Pucharu Formuły Renault 2.0. Podobnie pojawiła się na starcie Supercar Challenge Superlights - SR3 w zespole GH Motorsport.

## Statystyki
| Sezon | Seria                                   | Zespół            | Wyścigi | Zwycięstwa | PP | NO | Podium | Punkty | Pozycja |
| ----- | --------------------------------------- | ----------------- | ------- | ---------- | -- | -- | ------ | ------ | ------- |
| 2010  | Południowoafrykańska Formuła Volkswagen | Terry Moss Racing | 6       | 0          | 0  | 0  | 0      | 7      | 17      |
| 2011  | Bridgestone Special Open Trophy         | CK Racing         | 4       | 0          | 0  | 0  | 0      | 0      | NS      |
| 2013  | Europejski Puchar Formuły Renault 2.0   | RC Formula        | 2       | 0          | 0  | 0  | 0      | 0      | 36      |
| 2013  | Supercar Challenge Superlights - SR3    | GH Motorsport     | 2       | 0          | 0  | 0  | 0      | 0      | NS      |